# كسوف الشمس 14 يناير 2029
سيحدث كسوف جزئي للشمس في 14 يناير 2029. يحدث كسوف الشمس عندما يمر القمر بين الأرض والشمس، وبالتالي يحجب صورة الشمس كليًا أو جزئيًا عن مشاهد على الأرض. يحدث كسوف جزئي للشمس في المناطق القطبية من الأرض عندما يغيب مركز ظل القمر عن الأرض.

## الصور
مسار متحرك

## الخسوفات ذات الصلة

### كسوف الشمس 2026-2029
هذا الكسوف هو جزء من سلسلة كسوف الشمس 2026-2029. يتكرر الكسوف في كل 177 يومًا تقريبًا و4 ساعات في العقد المتناوبة من مدار القمر.
| عقدة تصاعدية                                                                                    | عقدة تصاعدية                   |     | عقدة تنازلية                  | عقدة تنازلية |
| 121                                                                                             | كسوف الشمس 17 فبراير 2026 حلقي | 126 | كسوف الشمس 12 أغسطس 2026 كلي  |              |
| 131                                                                                             | كسوف الشمس 6 فبراير 2027 حلقي  | 136 | كسوف الشمس 2 أغسطس 2027 كلي   |              |
| 141                                                                                             | كسوف الشمس 26 يناير 2028 حلقي  | 146 | كسوف الشمس 22 يوليو 2028 كلي  |              |
| 151                                                                                             | كسوف الشمس 14 يناير 2029 جزئي  | 156 | كسوف الشمس 11 يوليو 2029 جزئي |              |
| يحدث الكسوف الجزئي للشمس في 12 يونيو 2029 و 5 ديسمبر 2029 في مجموعة خسوف السنة القمرية التالية. |                                |     |                               |              |

### سلسلة ميتونيك
تتكرر السلسلة ميتونيك كل 19 عامًا (6939.69 يومًا) ، وتستمر حوالي 5 دورات. يحدث الكسوف في نفس تاريخ التقويم تقريبًا. بالإضافة إلى ذلك، تكرر سلسلة أوكتون الفرعية 1/5 من ذلك أو كل 3.8 سنوات (1387.94 يومًا). تحدث جميع الكسوفات في هذا الجدول عند العقدة الصاعدة للقمر.
| 21 من أحداث الكسوف ، تتقدم من الجنوب إلى الشمال بين 10 يونيو 1964 و 21 أغسطس 2036 | 21 من أحداث الكسوف ، تتقدم من الجنوب إلى الشمال بين 10 يونيو 1964 و 21 أغسطس 2036 | 21 من أحداث الكسوف ، تتقدم من الجنوب إلى الشمال بين 10 يونيو 1964 و 21 أغسطس 2036 | 21 من أحداث الكسوف ، تتقدم من الجنوب إلى الشمال بين 10 يونيو 1964 و 21 أغسطس 2036 | 21 من أحداث الكسوف ، تتقدم من الجنوب إلى الشمال بين 10 يونيو 1964 و 21 أغسطس 2036 |
| 10-11 يونيو                                                                       | 27-29 مارس                                                                        | من 15 إلى 16 يناير                                                                | 3 نوفمبر                                                                          | من 21 إلى 22 أغسطس                                                                |
| 117                                                                               | 119                                                                               | 121                                                                               | 123                                                                               | 125                                                                               |
| --------------------------------------------------------------------------------- | --------------------------------------------------------------------------------- | --------------------------------------------------------------------------------- | --------------------------------------------------------------------------------- | --------------------------------------------------------------------------------- |
| June 10, 1964 [الإنجليزية]                                                        | March 28, 1968 [الإنجليزية]                                                       | January 16, 1972 [الإنجليزية]                                                     | November 3, 1975 [الإنجليزية]                                                     | August 22, 1979 [الإنجليزية]                                                      |
| 127                                                                               | 129                                                                               | 131                                                                               | 133                                                                               | 135                                                                               |
| June 11, 1983 [الإنجليزية]                                                        | March 29, 1987 [الإنجليزية]                                                       | January 15, 1991 [الإنجليزية]                                                     | November 3, 1994 [الإنجليزية]                                                     | August 22, 1998 [الإنجليزية]                                                      |
| 137                                                                               | 139                                                                               | 141                                                                               | 143                                                                               | 145                                                                               |
| كسوف الشمس 10 يونيو 2002                                                          | كسوف الشمس 29 مارس 2006                                                           | كسوف الشمس 15 يناير 2010                                                          | كسوف الشمس 3 نوفمبر 2013                                                          | كسوف الشمس في 21 أغسطس 2017                                                       |
| 147                                                                               | 149                                                                               | 151                                                                               | 153                                                                               | 155                                                                               |
| كسوف الشمس في 10 يونيو 2021                                                       | كسوف الشمس 29 مارس 2025                                                           | كسوف الشمس 14 يناير 2029                                                          | November 3, 2032 [الإنجليزية]                                                     | August 21, 2036 [الإنجليزية]                                                      |

### سلسلة اينكس
هذا الكسوف هو جزء من دورة اينكس طويلة الأمد ، يتكرر عند العقد المتناوبة ، كل 358 شهرًا سينوديًا (≈ 10571.95 يومًا ، أو 29 عامًا ناقص 20 يومًا).
مظهرها وخط طولها غير منتظمين بسبب عدم التزامن مع الشهر غير الطبيعي (فترة الحضيض). ومع ذلك ، فإن مجموعات 3 دورات اينكس (87 سنة ناقص شهرين) تقترب (≈ 1،151.02 شهرًا غير طبيعي) ، لذا فإن الكسوف متشابه في هذه المجموعات.
| أعضاء سلسلة اينكس بين عامي 1901 و 2100: | أعضاء سلسلة اينكس بين عامي 1901 و 2100: | أعضاء سلسلة اينكس بين عامي 1901 و 2100: |
| --------------------------------------- | --------------------------------------- | --------------------------------------- |
| 22 نوفمبر 1919 (ساروس 141)              | 1 نوفمبر 1948 (ساروس 142)               | 12 أكتوبر 1977 (ساروس 143)              |
| 22 سبتمبر 2006 (ساروس 144)              | 2 سبتمبر 2035 (ساروس 145)               | 12 أغسطس 2064 (ساروس 146)               |
| 23 يوليو 2093 (ساروس 147)               |                                         |                                         |

### سلسلة تريتوس
هذا الكسوف هو جزء من دورة تريتوس ، يتكرر عند العقد المتناوبة كل 135 شهرًا متزامنًا (≈ 3986.63 يومًا ، أو 11 عامًا ناقص شهر واحد). مظهرها وخط طولها غير منتظمين بسبب نقص التزامن مع الشهر غير الطبيعي (فترة الحضيض) ، لكن التجمعات المكونة من 3 دورات تريتوس (33 عامًا ناقص 3 أشهر) تقترب (≈ 434.044 شهرًا غير طبيعي) ، لذا فإن الكسوف متشابه في هذه التجمعات.[بحاجة لمصدر]
| أعضاء سلسلة تريتوس بين عامي 1901 و 2100 | أعضاء سلسلة تريتوس بين عامي 1901 و 2100 | أعضاء سلسلة تريتوس بين عامي 1901 و 2100 | أعضاء سلسلة تريتوس بين عامي 1901 و 2100 |
| --------------------------------------- | --------------------------------------- | --------------------------------------- | --------------------------------------- |
| 9 سبتمبر 1904 (ساروس 133)               | 10 أغسطس 1915 (ساروس 134)               | 9 يوليو 1926 (ساروس 135)                |                                         |
| 8 يونيو 1937 (ساروس 136)                | 9 مايو 1948 (ساروس 137)                 | 8 أبريل 1959 (ساروس 138)                |                                         |
| 7 مارس 1970 (ساروس 139)                 | 4 فبراير 1981 (ساروس 140)               | 4 يناير 1992 (ساروس 141)                |                                         |
| 4 ديسمبر 2002 (ساروس 142)               | 3 نوفمبر 2013 (ساروس 143)               | 2 أكتوبر 2024 (ساروس 144)               |                                         |
| 2 سبتمبر 2035 (ساروس 145)               | 2 أغسطس 2046 (ساروس 146)                | 1 يوليو 2057 (ساروس 147)                |                                         |
| 31 مايو 2068 (ساروس 148)                | 1 مايو 2079 (ساروس 149)                 | 31 مارس 2090 (ساروس 150)                |                                         |

## روابط خارجية
- رسومات ناسا
  - خريطة تفاعلية للكسوف من وكالة ناسا